# プラズマ砲
プラズマ砲（プラズマほう、Plasma weapon）は、プラズマを投射するための指向性エネルギー兵器または光学兵器（プラズマ兵器）である。似たものでは電荷した粒子を磁力で投射する荷電粒子砲があるが、一部SF作品では混同も見られる。
レールガンと類似した、プラズマを利用して弾丸を加速・発射させる類の兵器（Plasma-powered cannon）も「plasma cannon」とも呼ばれるが、本項で解説するプラズマ砲とは異なる。

## 概要

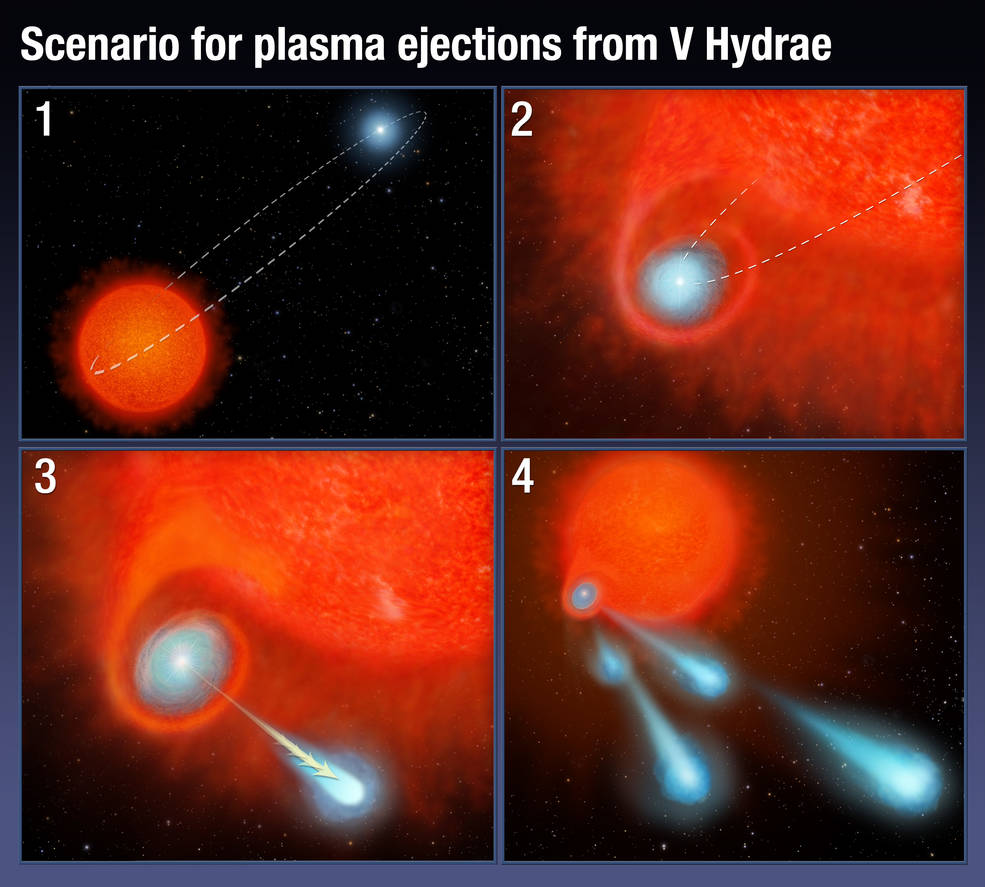
"cannon fire" とも称される、死にゆく恒星から発射される超高温のガス（プラズマ）の塊のイメージ

この兵器はプラズマの性質上、物体に触れると急速にそのエネルギーを周囲に与えてプラズマ状態ではなくなってしまうため、大気中で使用するためには何等かの方法でエネルギーが逃げるのを防がねばならず、真空中ではプラズマ状態にある物質が拡散してしまわないよう、やはりなんらかの方法でプラズマを閉じ込めなければならない。プラズマは磁界によって閉じ込めることが可能なので磁界によって絞り込んでビームにしたり、逆に磁界でプラズマビームを防ぐといった設定がよく用いられる。
プラズマは気体・液体・固体の三相に近年になって新たに加えられた物質の状態であるが、極めて多くのエネルギーを持つため、これを投射された対象に大量の熱エネルギーを与える。このエネルギーにより対象を破壊するわけであるが、先述の通り大気中では空気（気体）へエネルギーが逃げてしまうためにエネルギー効率が悪く、古くから構想されている兵器にもかかわらず、他のエネルギー兵器同様に実用化はされていない。
ただ、このプラズマを利用した溶接・溶断を行う工業・産業用の機械は存在している（プラズマ切断やアーク溶接などを参照）。このため、一部のSF作品では溶接に用いられる技術として酸化を防ぐための不活性ガスを噴射しての溶接を参考に、まず不活性ガスを対象に噴射してその中でプラズマを飛ばすというアイデアを見せている。
その一方、プラズマ状態を密封したカプセルを射出するものや、核となる装置でプラズマを生成させながら対象に衝突させるなどのアイデアも存在し、実在していないだけに様々な形態のものが発案されている。

## 登場する作品
映画
- ターミネーター3 - T-Xに装備されている。
- プレデター
- ターミネーター4 - ハーヴェスターやハンターキラー、モトターミネーターに搭載されている。
- プレデター2
- マトリックス
- エイリアンVSプレデター
- AVP2 エイリアンズVS.プレデター
- パシフィック・リム

海外SFドラマ
- スターゲイト SG-1およびスターゲイト アトランティス - 作中に登場する宇宙艦ダイダロス、及びオデッセイがプラズマビーム砲を装備。
- スタートレック - ロミュランとカーデシアが主力兵器としてプラズマ魚雷を使用。
- バビロン5 - 作中に登場する宇宙戦闘機スターフューリーがメインウェポンとしてプラズマ砲を搭載。

ゲーム
- アーマード・コアシリーズ
- ウィングコマンダー3 - ゲーム中に登場する機体、サンダーボルトVIIとロングボウがプラズマガンを装備。
- 鋼鉄の咆哮シリーズ
- タイムスプリッター
- DOOM
- FRONT MISSION ALTERNATIVE
- Fallout シリーズ - プラズマを発射するライフルやプラズマグレネードなどが登場。
- HALO - 敵のコヴナントが使用。
- 星をみるひと - 最強武器として設定されているが、実際は二番手に甘んじている。
- メタルサーガ 〜砂塵の鎖〜 - 最強の大砲「プラズマキャノン」として登場。
- メックウォーリア - ボードゲームから派生。
- メトロイドシリーズ - 「プラズマビーム」として登場。#概要で述べたようなプラズマ溶接に転用可能な作品もある。
- 地球防衛軍2及び3 - 特殊部隊「ペイルウィング」の装備（『2』）及び特殊弾頭を使用する使い捨て式のロケットランチャーの類（『3』）、「プラズマランチャー」として登場。
- G2 -Guns Gunner- - ハンゲームのオンラインじっくりゲーム。「プラズマガン」として登場。
- TANK!TANK!TANK! - 「プラズマ弾」として登場。英名は「PLASMA BOLT」。
- バイオレンスキラー　- 「プラズマライフル」として登場。
- Horizon Forbidden West　- 登場する機械獣がプラズマ属性武器を装備する他、それらを元にしたプラズマ矢が登場。
- C21　- プラズマウェーブガン、プラズマスフィアなど、武器として多数存在。

アニメ
- 機動戦士ガンダムSEED - フリーダムガンダムの「バラエーナ プラズマ収束ビーム砲」など。
- 機動戦士ガンダムSEED DESTINY - セイバーガンダムの「アムフォルタス プラズマ収束ビーム砲」など。
- スターシップ・オペレーターズ - 戦艦アマテラスの主砲。
- サイバーナイト - ビーム兵器とそれを防ぐ磁界による防御が登場している。
- 蒼穹のファフナー - メガセリオン・モデルの装備としてプラズマライフルが登場。
- 太陽の牙ダグラム - 作品世界内の主要火器、リニアガンとして登場。砲弾型。
- ヘヴィーオブジェクト - 超巨大兵器オブジェクトの主砲の1つ「下位安定式プラズマ砲」として登場。英名は「Low Level Plasma Cannon」。